# Chreszczatyk (obwód czerniowiecki)
Chreszczatyk (ukr. Хрещатик; hist. Kryszczatyk) – wieś na Ukrainie, w obwodzie czerniowieckim, w rejonie zastawieńskim. Miejscowość liczy 905 mieszkańców.